# Sanur
Sanur è una località costiera dell'isola indonesiana di Bali che, con Kuta, è la cittadina balinese più frequentata dal turismo di massa.

## Generalità
Sanur è un villaggio di circa 45.000 residenti, ad appena 5 chilometri a sud-est di Denpasar e ad una ventina di minuti dall'Aeroporto Internazionale Ngurah Rai. La via principale di Sanur è la Jalan Danau Tamblingan (Jalan DT), che la percorre da nord a sud parallelamente alla spiaggia ed alla via By Pass Ngurah Rai.

## Origine del nome
Sanur è un termine della lingua balinese che significa "il giorno del mondo".

## Storia
La spiaggia settentrionale di Sanur è stata protagonista delle occupazioni olandesi nel 1909 e poi quelle giapponesi nel 1942.

## Turismo
Sanur è la culla del turismo di massa di Bali. Intorno al 1930 divenne l'ingresso principale dell'allora mitico paradiso tropicale che era l'isola. Dagli anni '60 e '70, poi, mantiene uno dei record delle destinazioni turistiche più gettonate al mondo.
Oggigiorno sulla Jalan DT, che percorre quasi gli 8 km di costa della città, tra Matahari Terbit Beach a Mertasari Beach, si trovano i ristoranti, i bar, i negozi di souvenir, i resort e gli alberghi più importanti della città, dove i turisti non mancano in nessuna ora della giornata.

## Monumenti e luoghi d'interesse
L'isola di Nusa Penida, Il Museo Le Mayeur, Il giardino delle orchidee di Bali, la colonna Blanjong ed il fiume Ayung sono i principali luoghi da visitare.
- La colonna Blanjong è considerata il manufatto più antico dell'isola, risalente al IX secolo e costruita durante il regno del re Sri Kesari Waemadewa. Testi in sanscrito e balinese sono scolpiti sulla sua superficie. Essa si trova in via Jalan Danau Poso nei pressi del tempio Pura Belanjong.

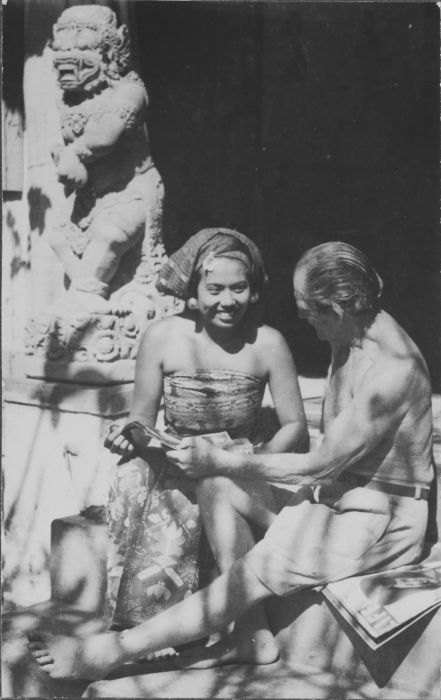
Mayeur e Ni Pollok

- Il museo Le Mayeur,[12]  un'abitazione tradizionale balinese, fu la casa-studio dell'artista belga Adrien-Jean Le Mayeur de Merpres[13] (1880–1958), il quale giunse a Bali durante la II Guerra Mondiale e vi rimase fino alla morte, realizzando una vasta collezione di dipinti che spesso ebbero come modella la moglie, Ni Wayan Polok Tjoeglik (1917-1985). Dopo la morte dell'artista, il luogo venne trasformato in museo.
- Il giardino delle orchidee[14] è un luogo magico a 3 km da Sanur su via Jalan Ngurah Rai. È un tipico giardino tropicale con una varietà di oltre mille orchidee tra cui l'orchidea dorata.
- Il fiume Ayung  dalle bianche acque[15], è il fiume più lungo dell'isola, scendendo dalle montagne viaggia per oltre 68 km passando per le reggenze di Bangli, Badung, Gianyar e finisce nelle acque dell'oceano indiano a Sanur[16].

## Arte
Sanur è stato uno dei tre poli artistici di Bali, con Batuan e Ubud, che negli anni '20  del XX secolo videro nascere un movimento artistico internazionale sull'isola e l'artista balinese Ida Bagus Nyoman Rai (c.1915-2000) ne fu l'artista più illustre. Mentre tra gli artisti stranieri che visitarono Sanur spiccano oltre Adrien-Jean Le Mayeur, il pittore svizzero Theo Meier (1908-1982), il pittore messicano Miguel Covarrubias (1904-1957) ed il pittore tedesco Walter Spies (1895-1942).
La scuola di Sanur è la più stilizzata e decorativa tra le scuole pittoriche balinesi. Le prime opere furono realizzate solo con inchiostro nero su carta bianca e col tempo vennero arricchite da sfumature tenui di colori a pastello.

## Festival
Sanur è nota per la presenza sui suoi territori di svariati festival stagionali gratuiti, per chiunque sia interessato a conoscere la cultura balinese. Tra i più importanti:

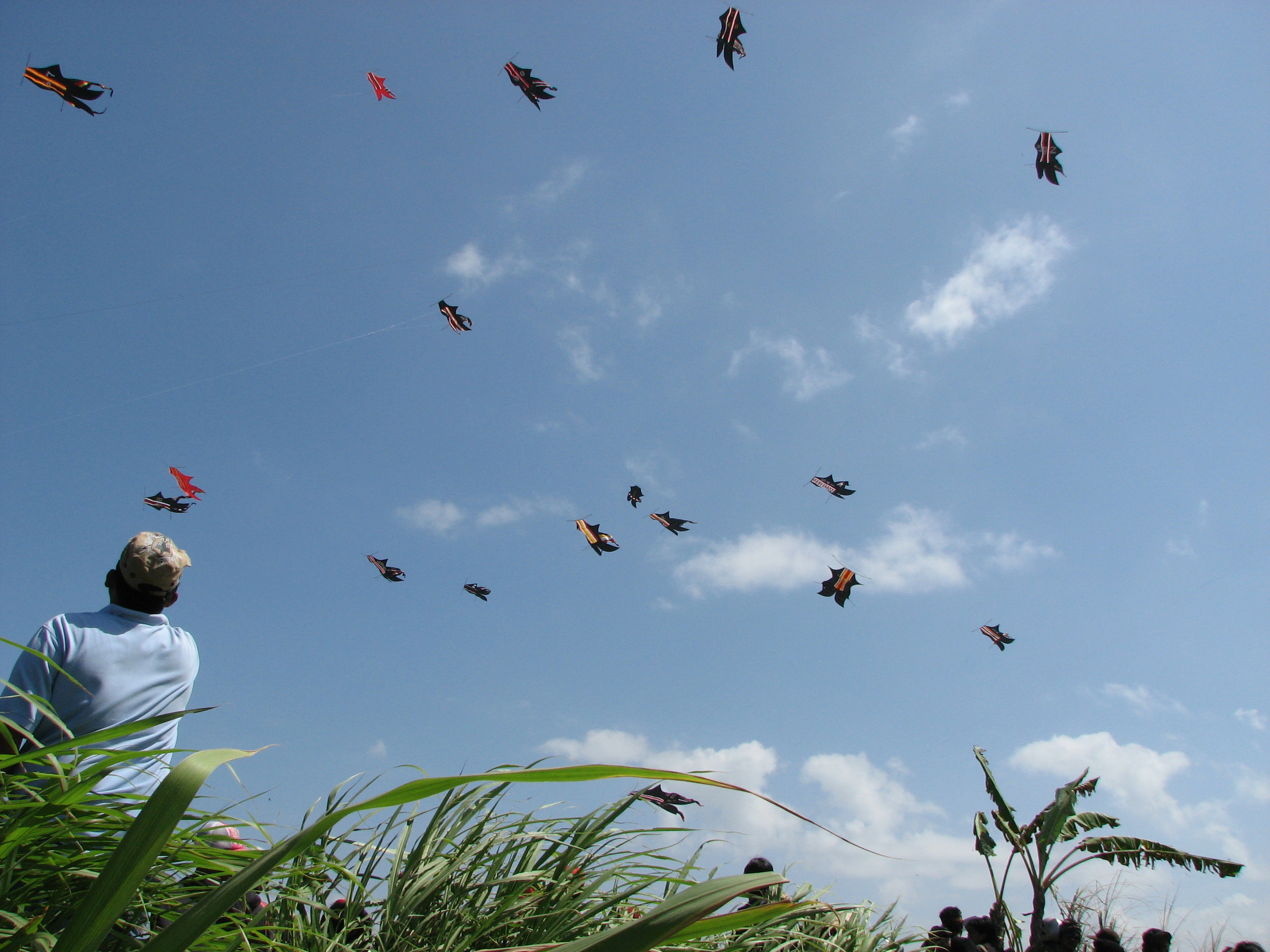
Aquiloni bebean (pesci di carta in Lingua balinese) in volo durante il Festival degli aquiloni di Bali

- Il Festival degli aquiloni di Bali

Durante la stagione secca in Indonesia, da maggio a settembre, Bali riceve forti venti orientali rendendo Sanur un luogo perfetto per far volare gli aquiloni. Il suo culmine si tiene solitamente tra fine luglio e inizio agosto. Le migliaia di enormi aquiloni, alcuni dei quali superano i 100 metri di lunghezza, hanno forme bizzarre e colori sgargianti e svolazzano per settimane rendendo Sanur un luogo ludico, gioioso e anche alquanto surreale.
- Il Festival del villaggio di Sanur

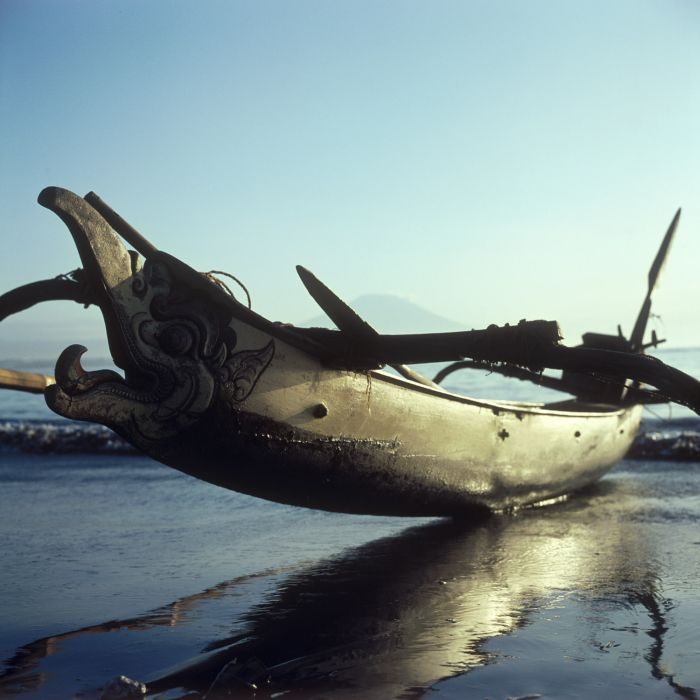
Un julung, barca da pesca balinese, sulla spiaggia di Sanur intorno agli anni '70 del XX secolo

Iniziato nel 1979, è anche conosciuto come PKB o Bali Arts Festival. Dal 2006, non si tiene solo a Denpasar ma anche sulla spiaggia di Sanur. Si tratta di un evento che si tiene annualmente ogni agosto, durante il quale si celebrano molti aspetti della cultura balinese, dall'arte, alla danza, al cibo fino alle spettacolari regate di julung, le coloratissime barche da pesca balinesi.

## Galleria d'immagini

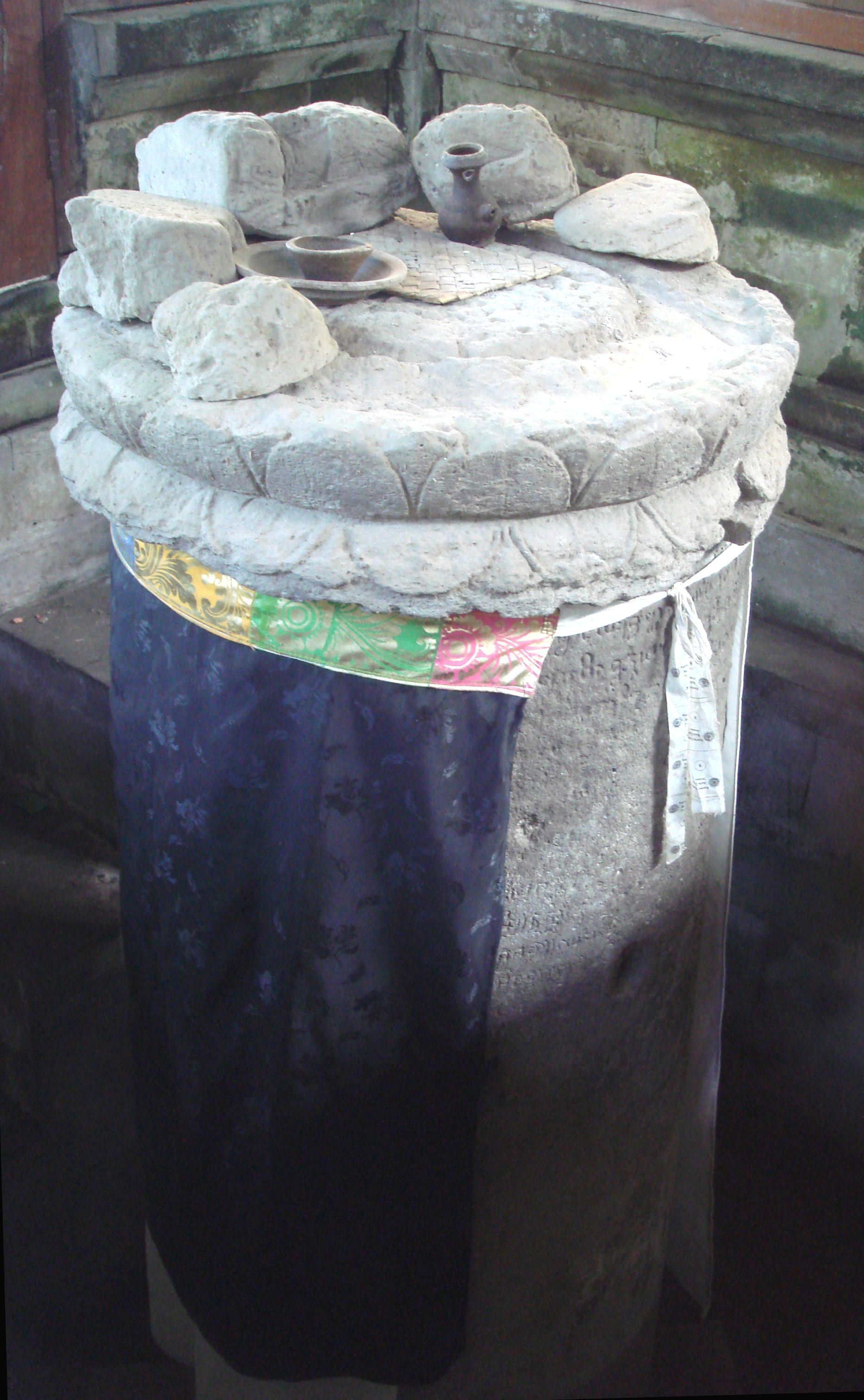
La colonna Blanjong, IX circa
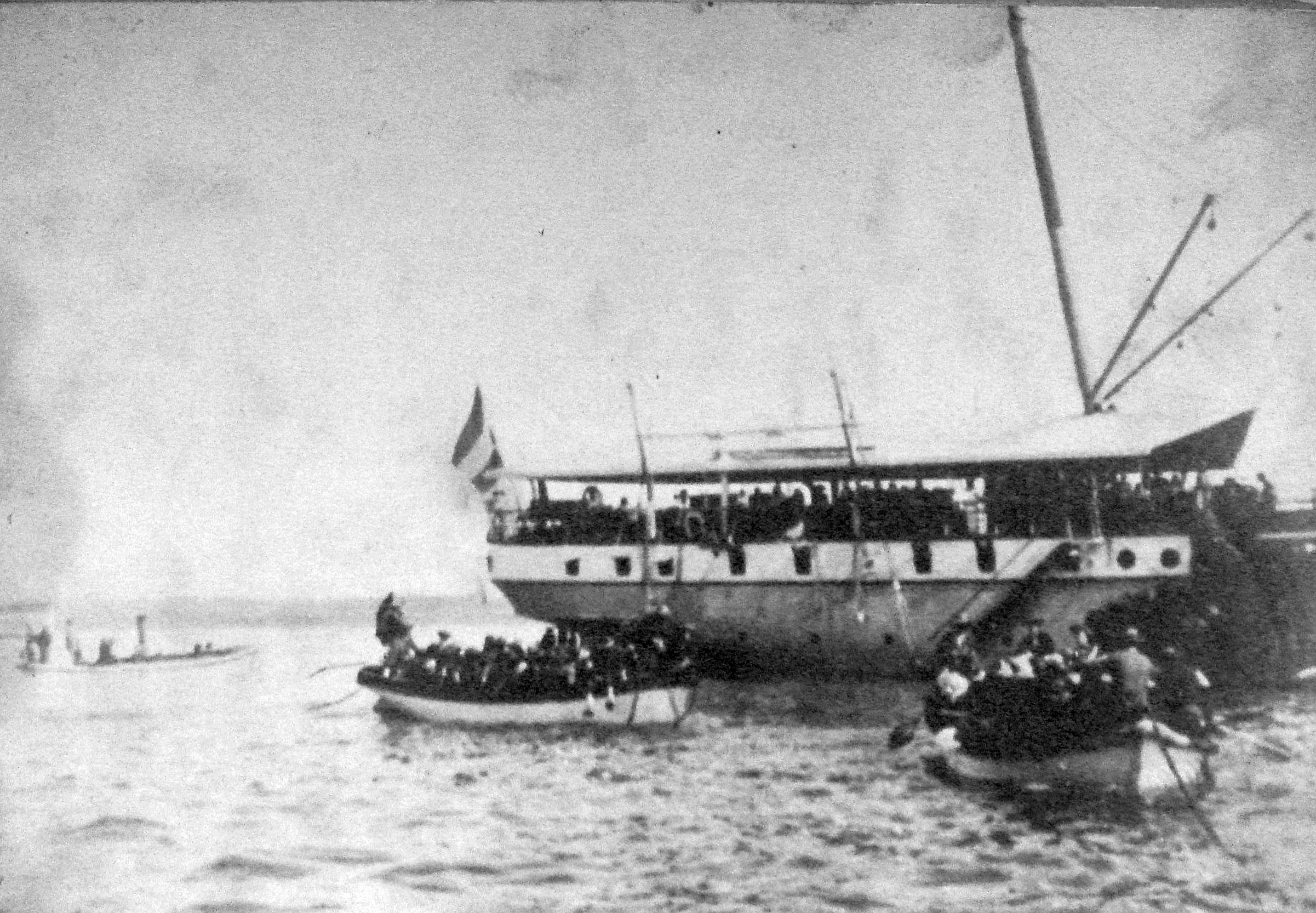
Le truppe olandesi nelle acque di Sanur, 1906
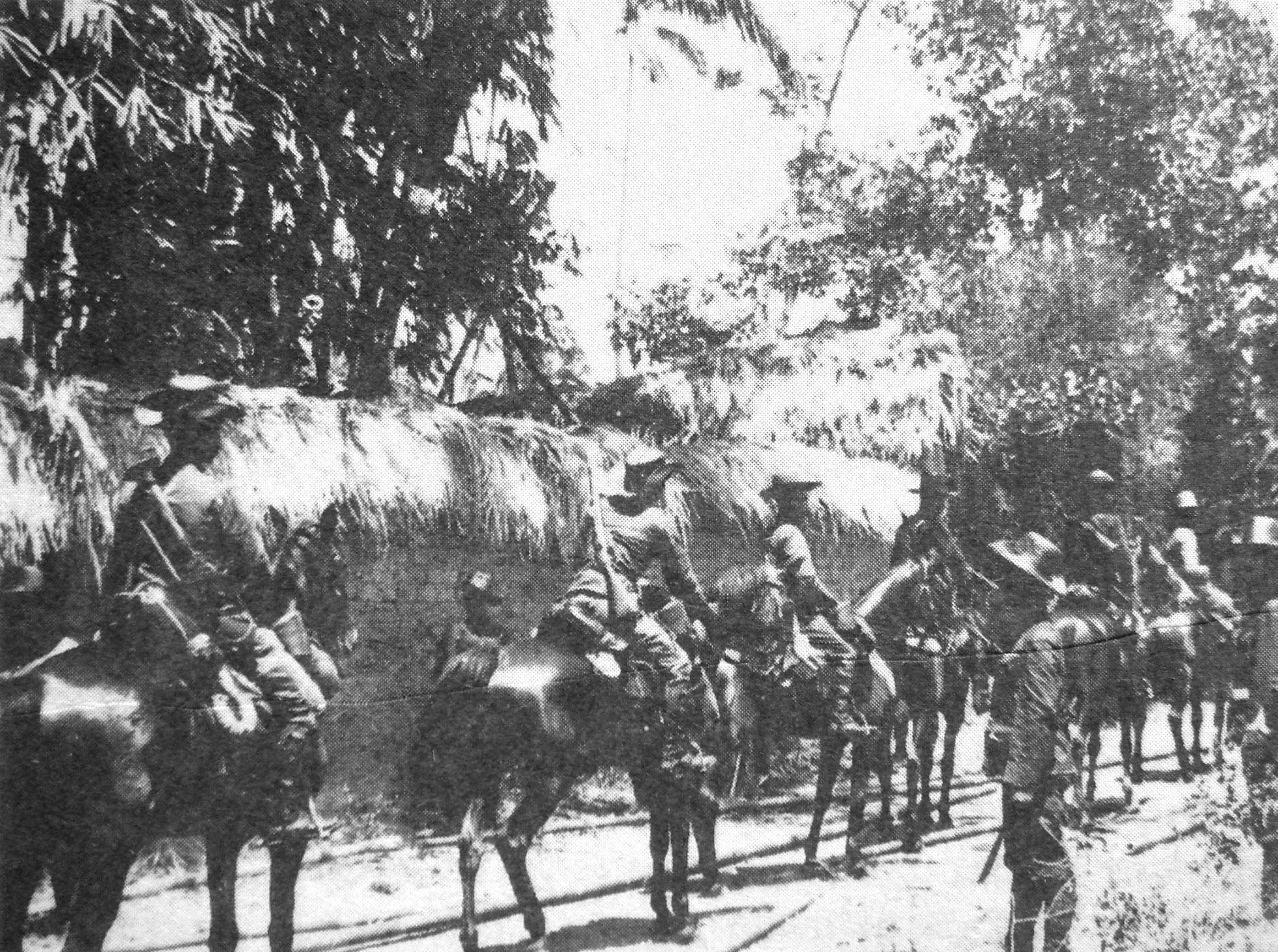
Truppe olandesi sulla spiaggia di Sanur, 1906
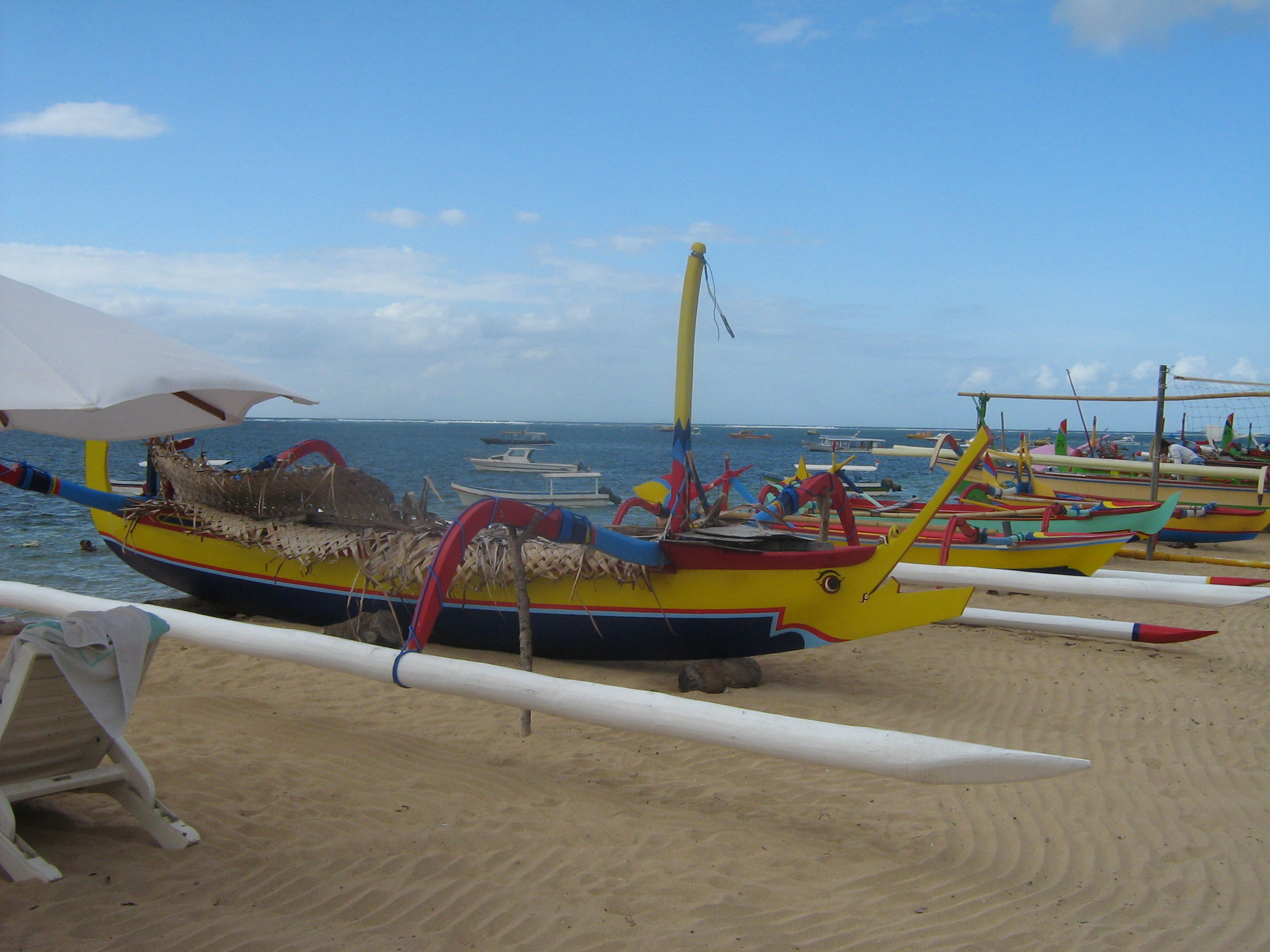
Barche tradizionali balinesi sulla spiaggia di Sanur
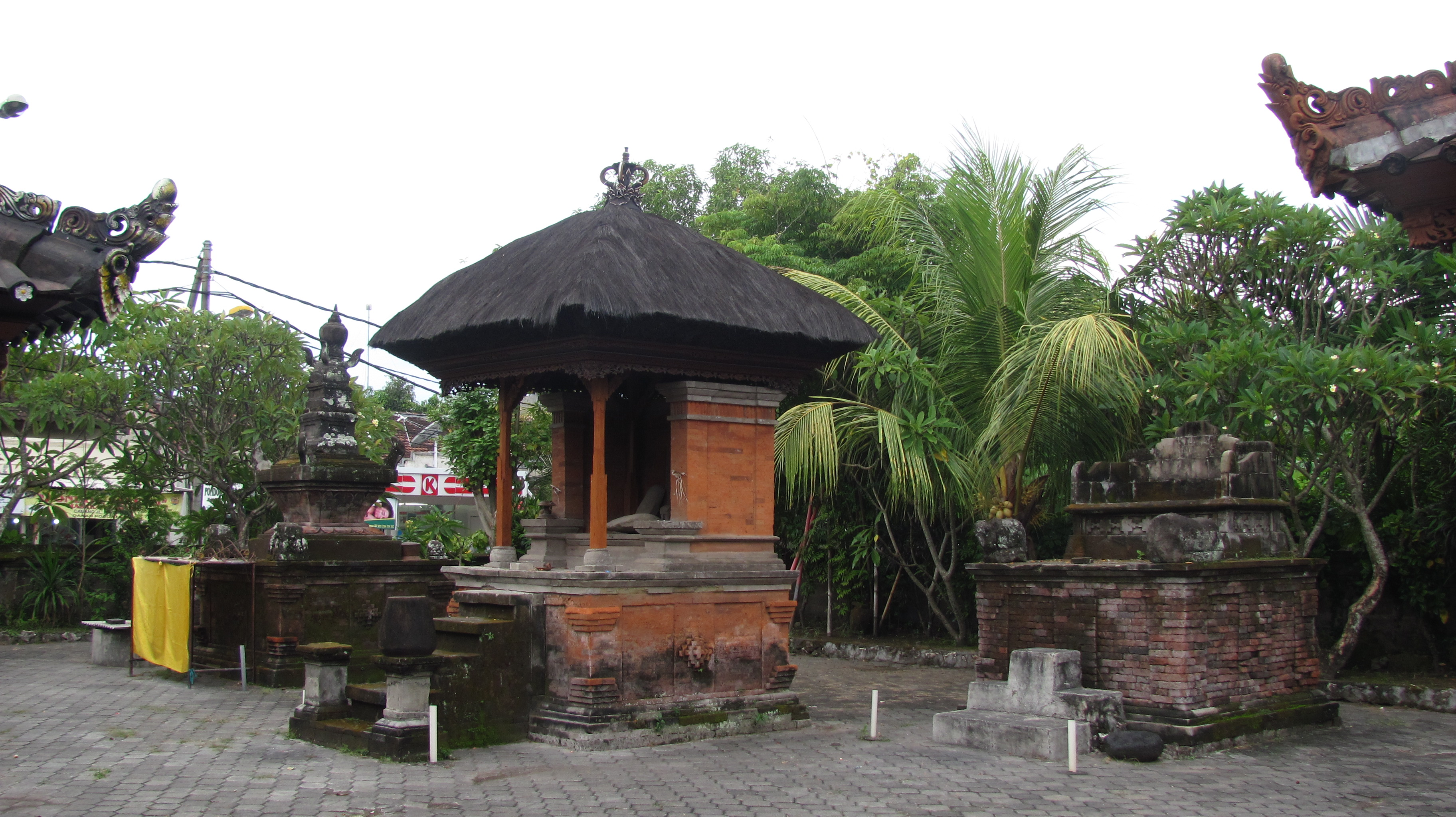
Il tempio induista di Pura Belangjong a Sanur
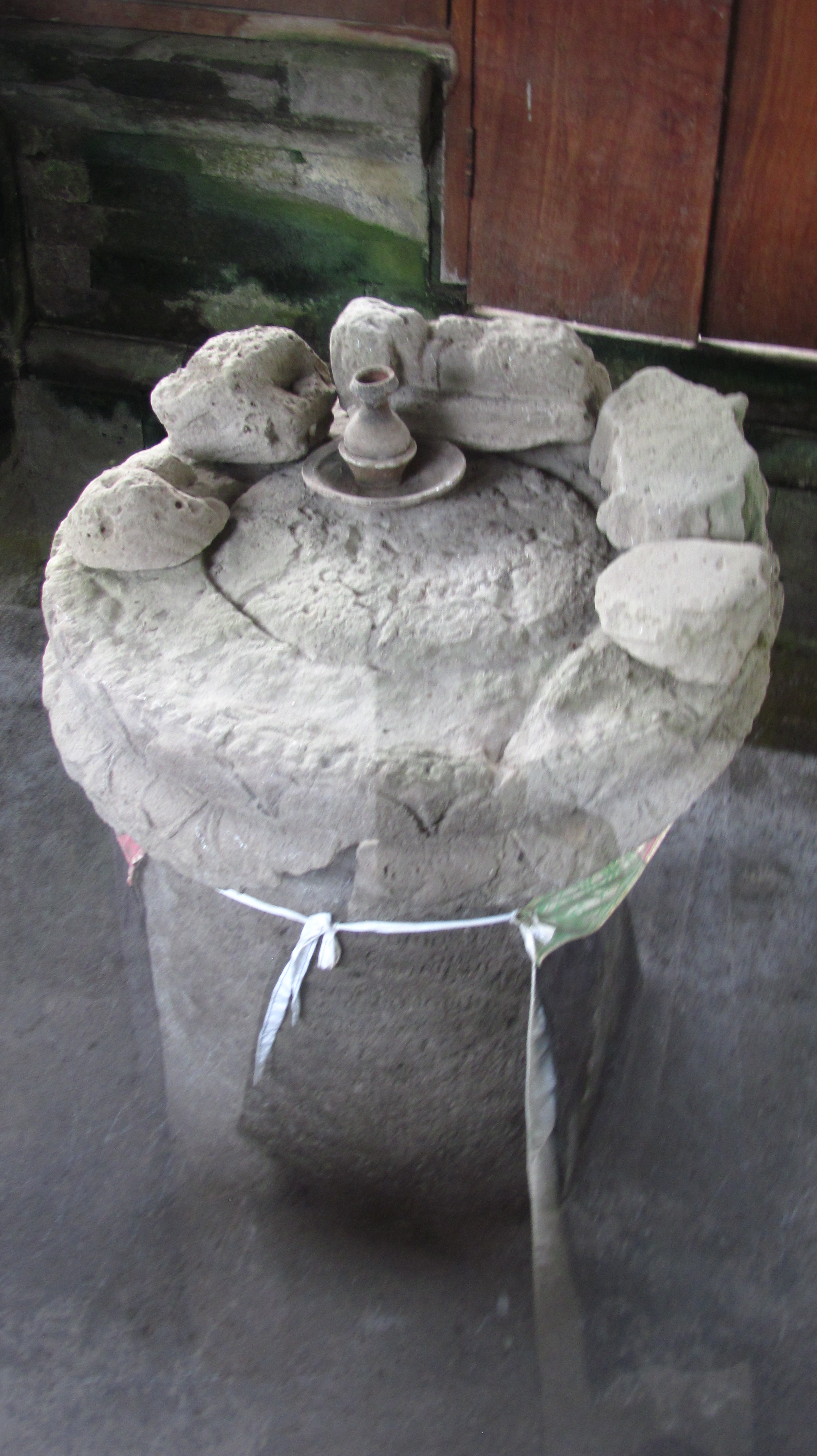
Parte della colonna del XI presso il tempio induistadi Pura Belangjong
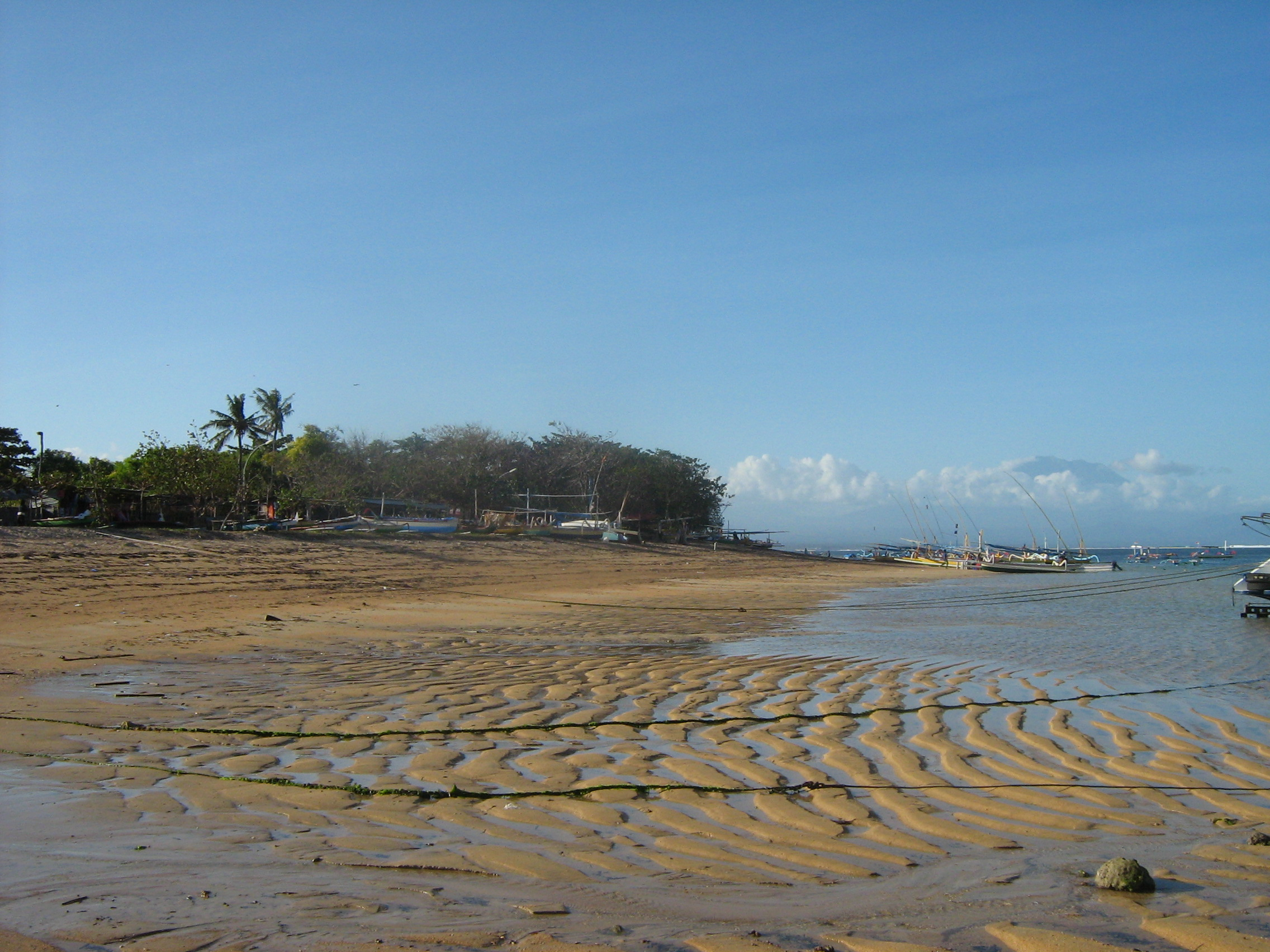
La spiaggia di sabbia di Sanur
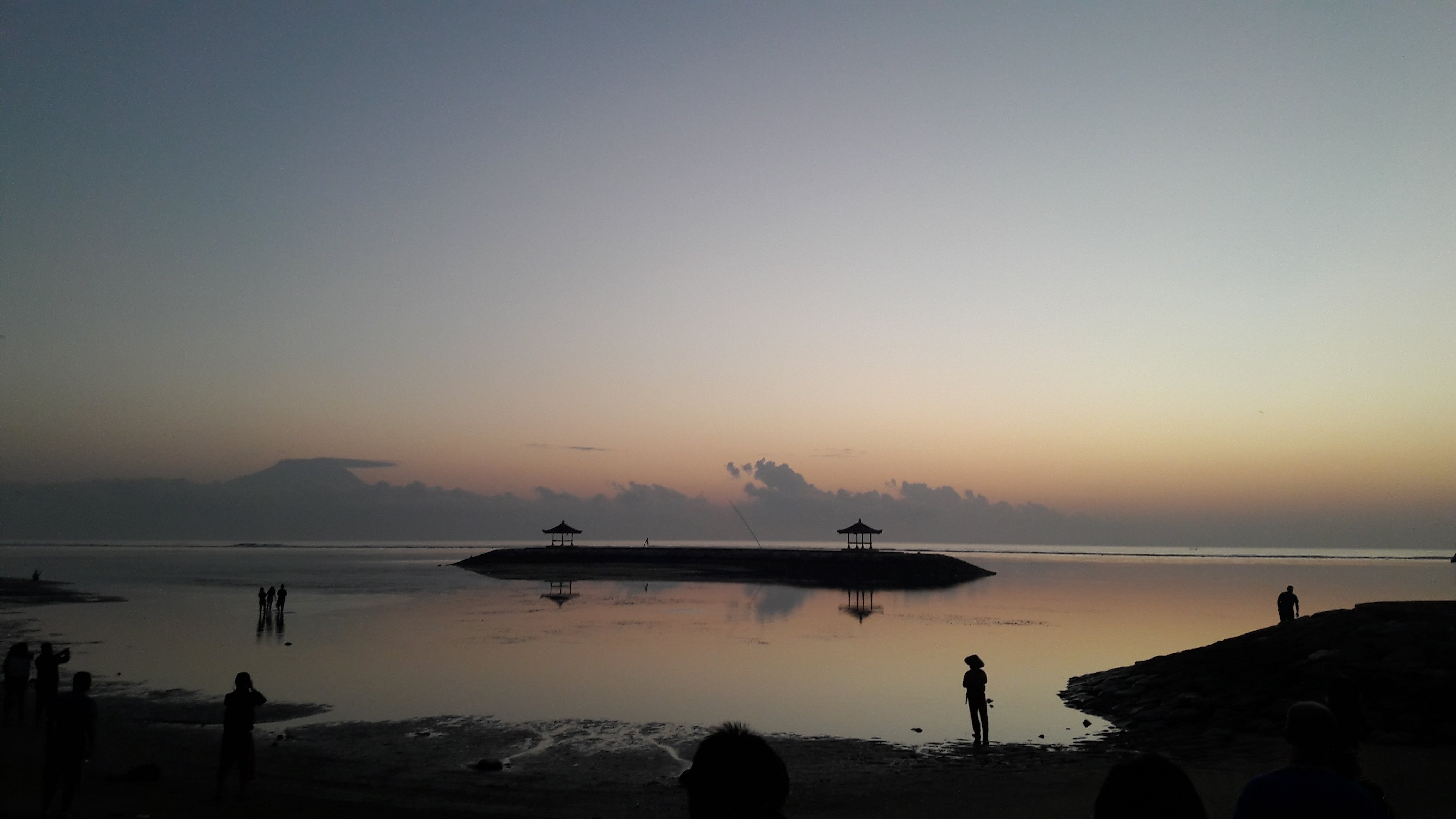
Tramonto sulla spiaggia di Sanur
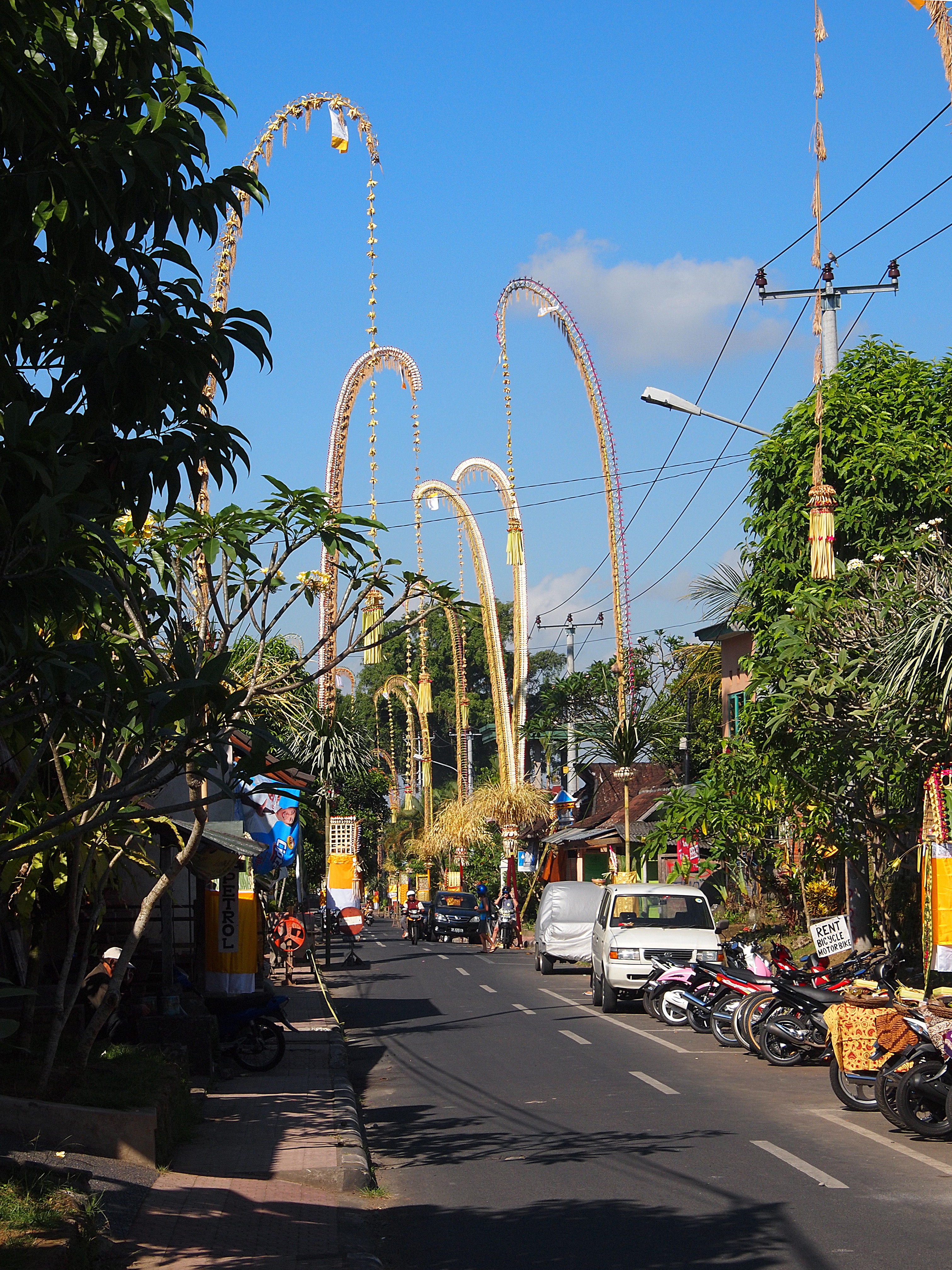
Decorazioni (penjor) del Galungan di Sanur
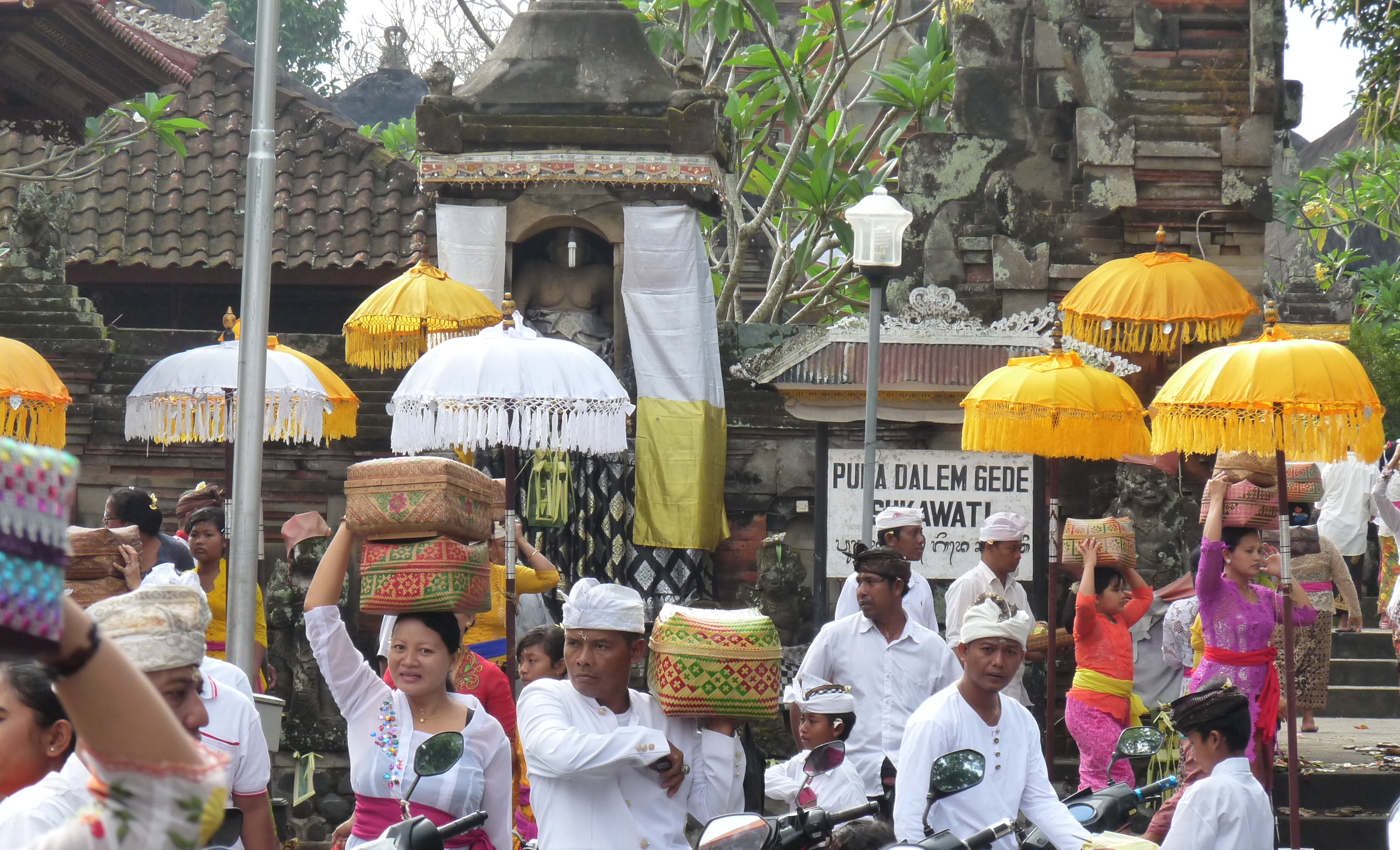
Festeggiamenti del Kalungan dinnanzi al Tempio Dalem Gede di Sanur